# Pierzchnica (gmina)
Pour les articles homonymes, voir Pierzchnica.
La gmina de Pierzchnica est une commune rurale de la voïvodie de Sainte-Croix et du powiat de Kielce. Elle s'étend sur 104,59 km2 et comptait 4 778 habitants en 2006. Son siège est le village de Pierzchnica qui se situe à environ 23 kilomètres au sud-est de Kielce.

## Villages
La gmina de Pierzchnica comprend les villages et localités de Brody, Czarna, Drugnia, Drugnia Rządowa, Górki, Gumienice, Holendry, Kalina Górecka, Maleszowa, Osiny, Pierzchnianka, Pierzchnica, Podlesie, Podstoła, Skrzelczyce, Strojnów, Ujny et Wierzbie.

## Gminy voisines
La gmina de Pierzchnica est voisine des gminy de Chmielnik, Daleszyce, Gnojno, Morawica, Raków et Szydłów.